# Göran Parkrud
Leif Göran Christer Parkrud, född 24 december 1960 i Nödinge, Västergötland, är en svensk skådespelare och regissör.

## Biografi
Han är utbildad skådespelare vid Teaterhögskolan i Göteborg och har tidigare varit verksam som husregissör och skådespelare vid Borås Stadsteater. Parkrud har även regisserat ett 30-tal teaterpjäser vid olika teatrar och har agerat både regissör och skådespelare i TV-serierna Vita lögner och På gränsen. Endast som skådespelare har Göran Parkrud medverkat i TV-serien Nya tider samt filmerna En sång för Martin och Skagerak. Han har också stått som enbart regissör i TV-serierna Vänner och fiender och En ängels tålamod. Han medverkade i SVT:s dramaserie Andra Avenyn där han spelade prästen Dennis Hellström. 2010 startade han tillsammans med Susanna Helldén den fria teatergruppen "Teater Tofta" och han har där bland annat spelat Jean i "Fröken Julie - Ryttmästaren i Fadren", skrivna av August Strindberg och Harry i "Sanning och konsekvens" av Lars Norén. För Teater Tofta, har han de senaste åren skrivit sex pjäser. LYCKA – en musikalisk föreställning om det som gör ont (2014), Bunden (2016), Trilogin om familjen Mårtensson – Törst (2018), Vilse (2019), Glömska (2020) och Arkivet (2023). 
Göran Parkrud är också leg psykolog.
I februari 2025 kom Göran ut med sin debutroman Rädd att drunkna på Lassbo Förlag

## Filmografi och TV

### Roller
- 1989 – Sparvöga (TV-serie) - raggare
- 1994 – År av drömmar (TV-serie) - nazist
- 1998 - Vita lögner - patient
- 1999 - Nya tider - Per
- 2000 - På gränsen
- 2001 - En sång för Martin - Alex
- 2003 - Skagerak
- 2007 - Andra avenyn - Dennis Hellström
- 2008 - Andra Avenyn - Dennis Hellström
- 2009 - Andra Avenyn - Dennis Hellström
- 2010 - Andra Avenyn - Dennis Hellström
- 2011 - Irene Huss - Tystnadens Cirkel
- 2012 - Dom över död man
- 2017 – Vår tid är nu (TV-serie)
- 2024 - Helikopterrånet (TV-serie)
- 2025 – Stenbeck (TV-serie)

### Regi
- 1996 - Vänner och fiender
- 1997 - Vita lögner
- 2000 - På gränsen
- 2001 - En ängels tålamod

## Teater

### Roller (ej komplett)
| År   | Roll   | Produktion                        | Regi             | Teater            |
| ---- | ------ | --------------------------------- | ---------------- | ----------------- |
| 1984 | Silvio | Två herrars tjänare Carlo Goldoni | Alfred Meschnigg | Örebro länsteater |

### Regi (ej komplett)
| År   | Produktion              | Upphovsmän | Teater                   |
| ---- | ----------------------- | --- | ------------------------ |
| 1993 | Kentaur                 | Mats Wahl | Borås stadsteater        |
| 1999 | Sluka mej! Eating Raoul | Jed Feuer, Boyd Graham, Paul Bartel och Richard Blackburn Översättning Göran Parkrud, Kajsa Giertz och David Shutrick | Helsingborgs stadsteater |